# Jean-Baptiste Mallet
Pour les articles homonymes, voir Mallet.
Jean-Baptiste Mallet, né à Grasse en 1759 et mort à Paris le 16 juin 1835, est un peintre français.

## Biographie
Élève de Simon Julien à Toulon, puis de Pierre-Paul Prud'hon à Paris, Jean-Baptiste Mallet réalise des gouaches et des aquarelles de petite dimension, qui constituent une véritable chronique de la société du Directoire et du Premier Empire. Peintre de genre, il réalise également des tableaux dans le goût troubadour (Geneviève de Brabant dans sa prison baptisant son fils, La Salle de bains gothique) et des œuvres galantes (L'Heure du rendez-vous). L'œuvre de Jean-Baptiste Mallet est très marquée par Jean-Baptiste Greuze, Jean-Honoré Fragonard, né comme lui à Grasse, et Louis-Léopold Boilly.
Il peint aussi sur porcelaine, travaillant un temps pour la manufacture Dihl et Guérhard.

## Œuvres

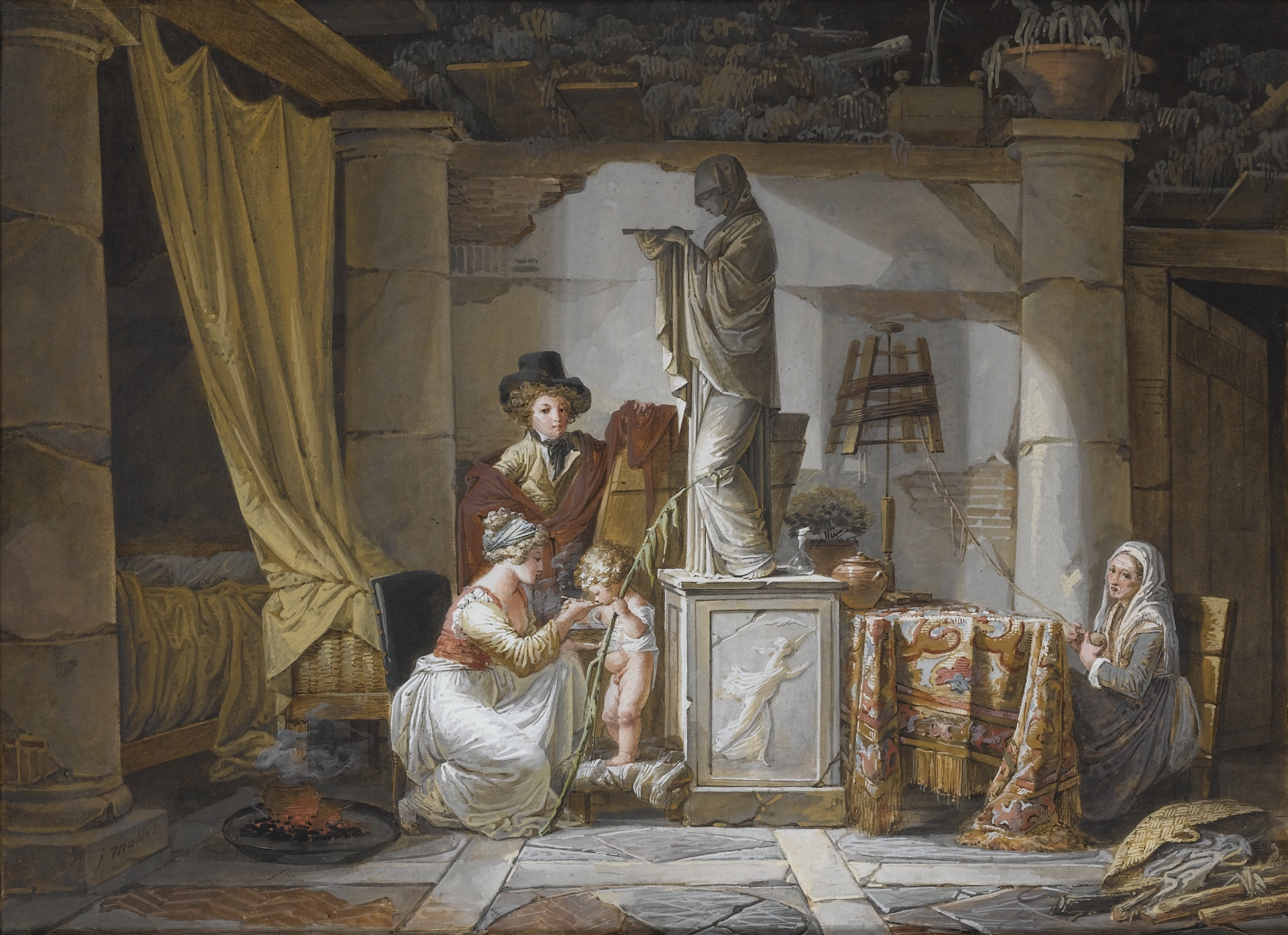
L'Heureuse famille (1792), Paris, musée Cognacq-Jay.

- L'Heureuse famille, 1792, gouache, 26 × 36 cm, Paris, musée Cognacq-Jay.
- Un antiquaire, 1800, localisation inconnue[4].
- Intérieurs, 1806, gouache, localisation inconnue[4].
- Intérieur avec une femme à son aquarelle, 1806, huile sur panneau, 34,3 × 27,3 cm, localisation inconnue.
- Une nymphe au bain environnée d'amours, 1808, localisation inconnue[4].
- Aphrodite et Cupidon endormi, 1810, huile sur toile, 44,5 × 35,6 cm, musée d'Art du comté de Los Angeles, don de M. et Mme Austin E. Joscelyn, inv. 55.27.
- La Salle de bain gothique, 1810, huile sur toile, Dieppe, château-musée de Dieppe.
- L'Innocence et la Fidélité ramenant l'Amour, vers 1810, Grasse, musée Jean-Honoré Fragonard (collection Hélène et Jean-François Costa)[5].
- Les Deux jumeaux, 1812, localisation inconnue[4].
- Intérieur de l'atelier de Raphaël, 1814[6], musée de Grenoble[2].
- L'Éducation d'Henri IV, 1817, huile sur toile, musée national du château de Pau[7].
- La Nature et l'honneur, 1819, musée des Beaux-Arts de Marseille.
- Une bénédiction nuptiale, 1819, localisation inconnue[4].
- La Prière du matin, 1819, miniature sur ivoire, 19,5 × 15,4 cm, Paris, musée du Louvre[8].
- La Toilette de saint Jean-Baptiste enfant, 1820, huile sur toile, Paris, musée du Louvre[9].
- Geneviève de Brabant dans sa prison baptisant son fils, 1824, huile sur toile, 32,7 × 24,1 cm, Inv. 835.131, Cherbourg, musée Thomas-Henry[10].
- L'Obole, 1824, aquarelle, 40,5 × 32,5 cm, localisation inconnue.
- L'Hymen, huile sur toile, 32,5 × 40,5 cm, Montpellier, Musée Fabre.
- Héloïse à l’abbaye du Paraclet, huile sur toile, 27 × 22 cm, Grasse, musée d'Art et d'Histoire de Provence.
- Les Premiers pas, huile sur toile, 41 × 32 cm, musée des Beaux-Arts de Dijon[11].
- L'Amour et l'Hyménée, musée d'Art de Toulon[12].
- L'Heure du rendez-vous, huile sur bois, musée des Beaux-Arts de Tours[13].
- Bacchante dans un paysage, huile sur bois, Paris, musée du Louvre[14].
- Portrait présumé d'André Chénier, huile sur toile, musée des Beaux-Arts de Carcassonne[15].
- Une jeune femme posant sous une arcade, huile sur panneau,  43,8 × 35 cm, localisation inconnue.
- Les Grâces jouant avec l’Amour, huile sur toile, musée des Beaux-Arts d'Arras, don Victor Advielle, 1904, inv. 904.1.8[16].
- La Visite à la convalescente, Paris, musée Cognacq-Jay.
- Éros, huile sur panneau,  24 × 32 cm, localisation inconnue.
- Le Petit redresseur de quilles, huile sur toile,  27 × 34 cm, localisation inconnue.
- La Visite à la mère, huile sur panneau,  24,5 × 34,5 cm, localisation inconnue.

Œuvres de Jean-Baptiste Mallet
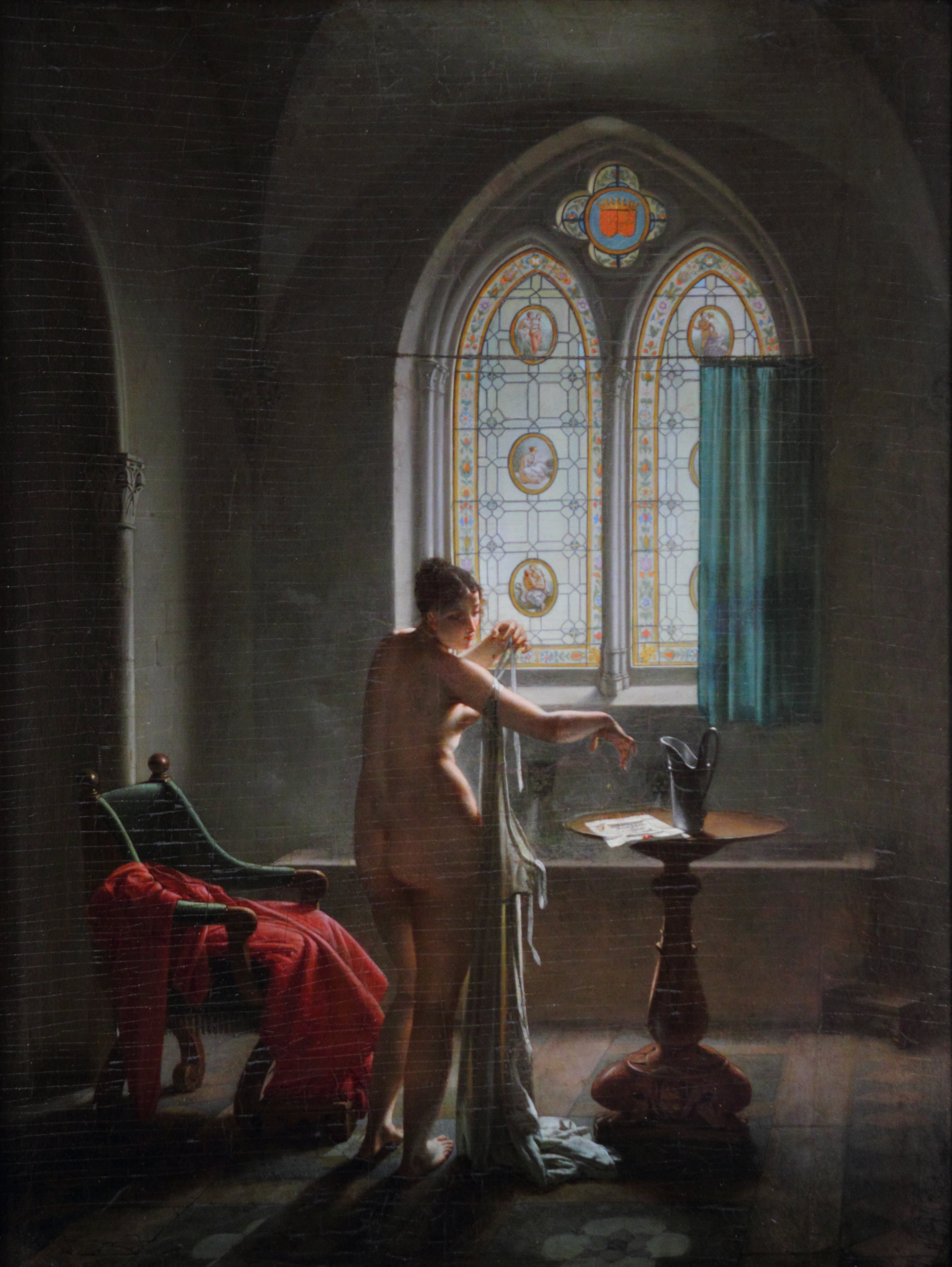
La Salle de bain gothique (1810), château-musée de Dieppe.
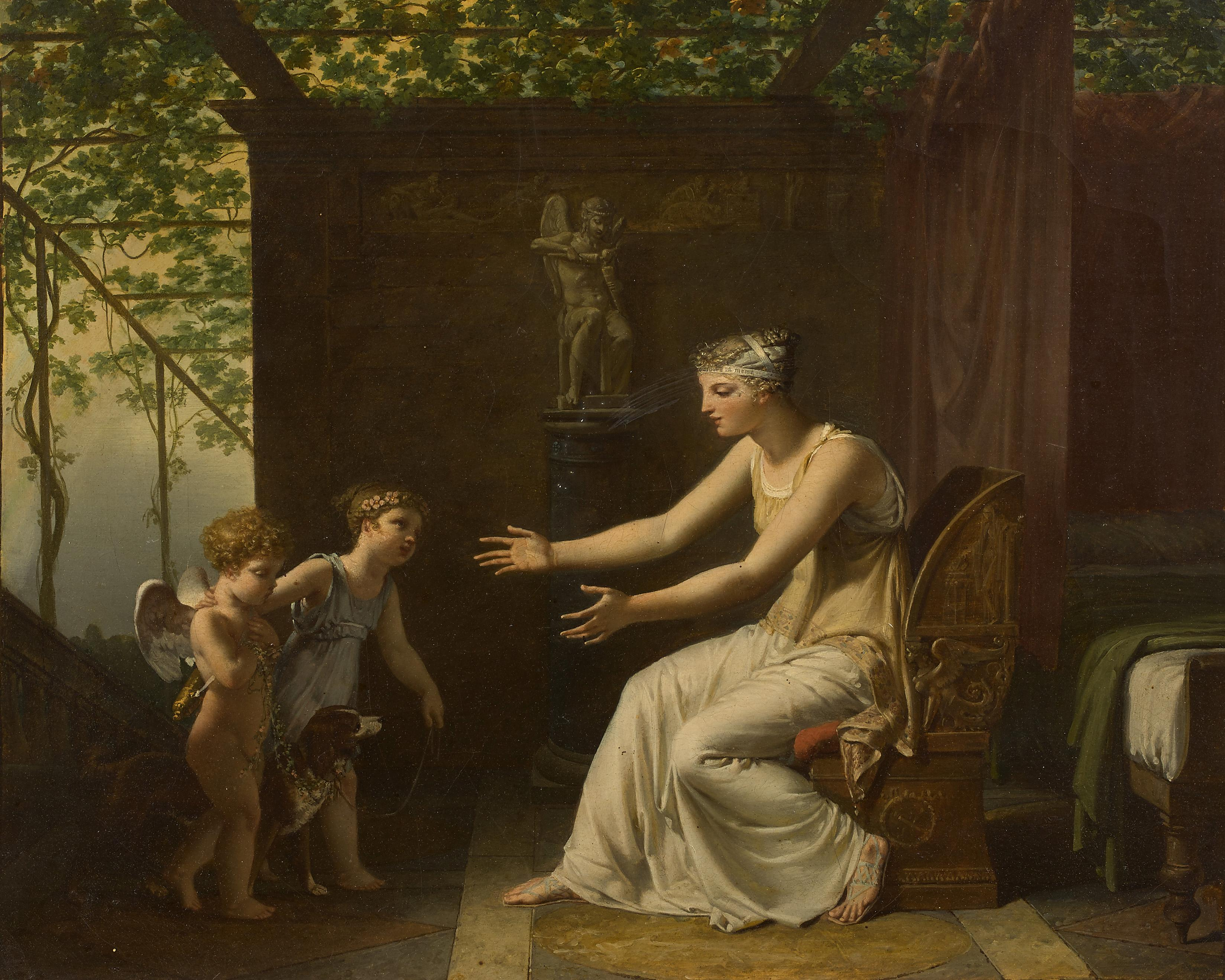
L'Innocence et la Fidélité ramenant l'Amour (vers 1810), Grasse, musée Jean-Honoré Fragonard (collection Hélène et Jean-François Costa)
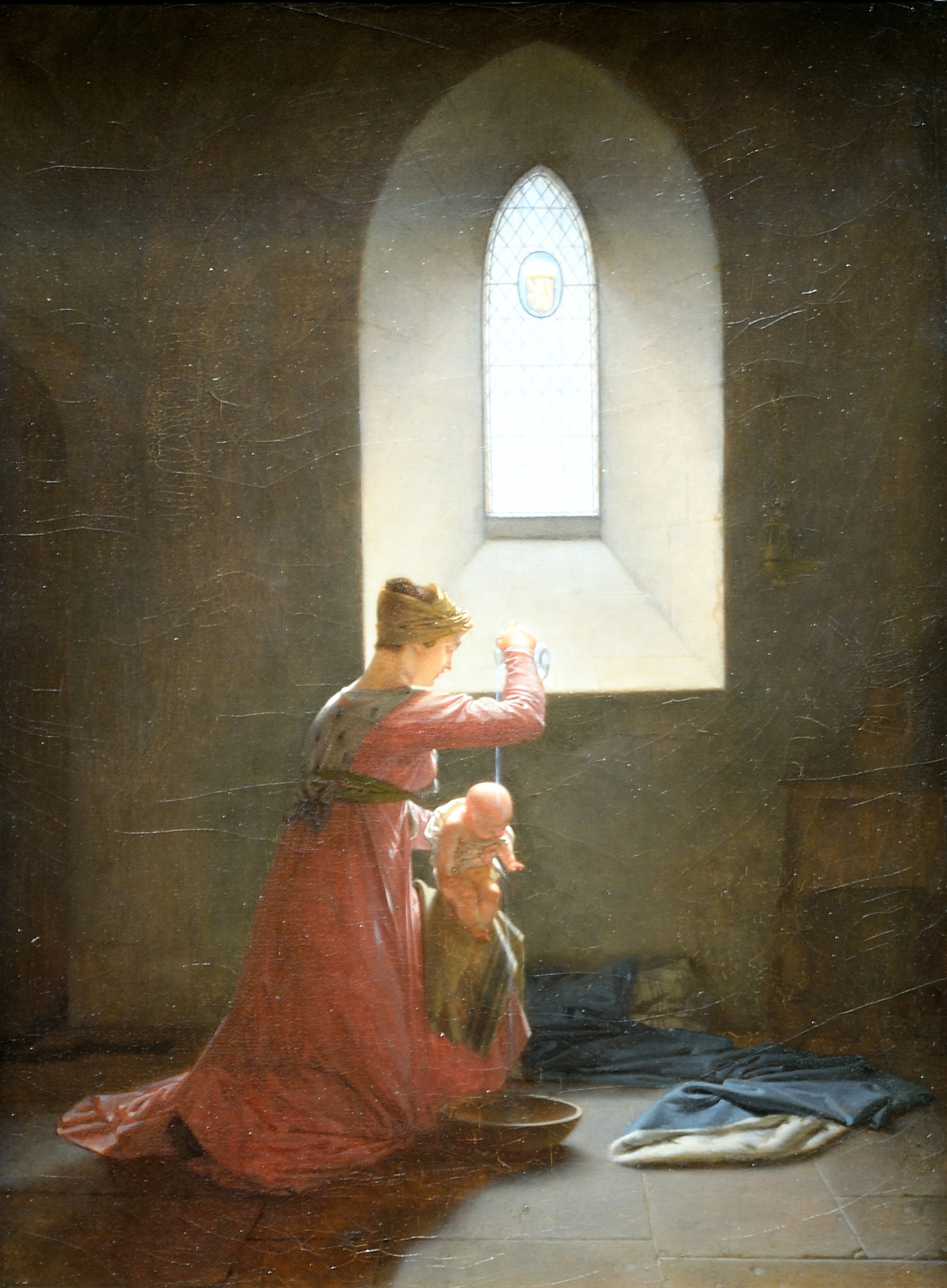
Geneviève de Brabant dans sa prison baptisant son fils (1824), Cherbourg, musée Thomas-Henry.
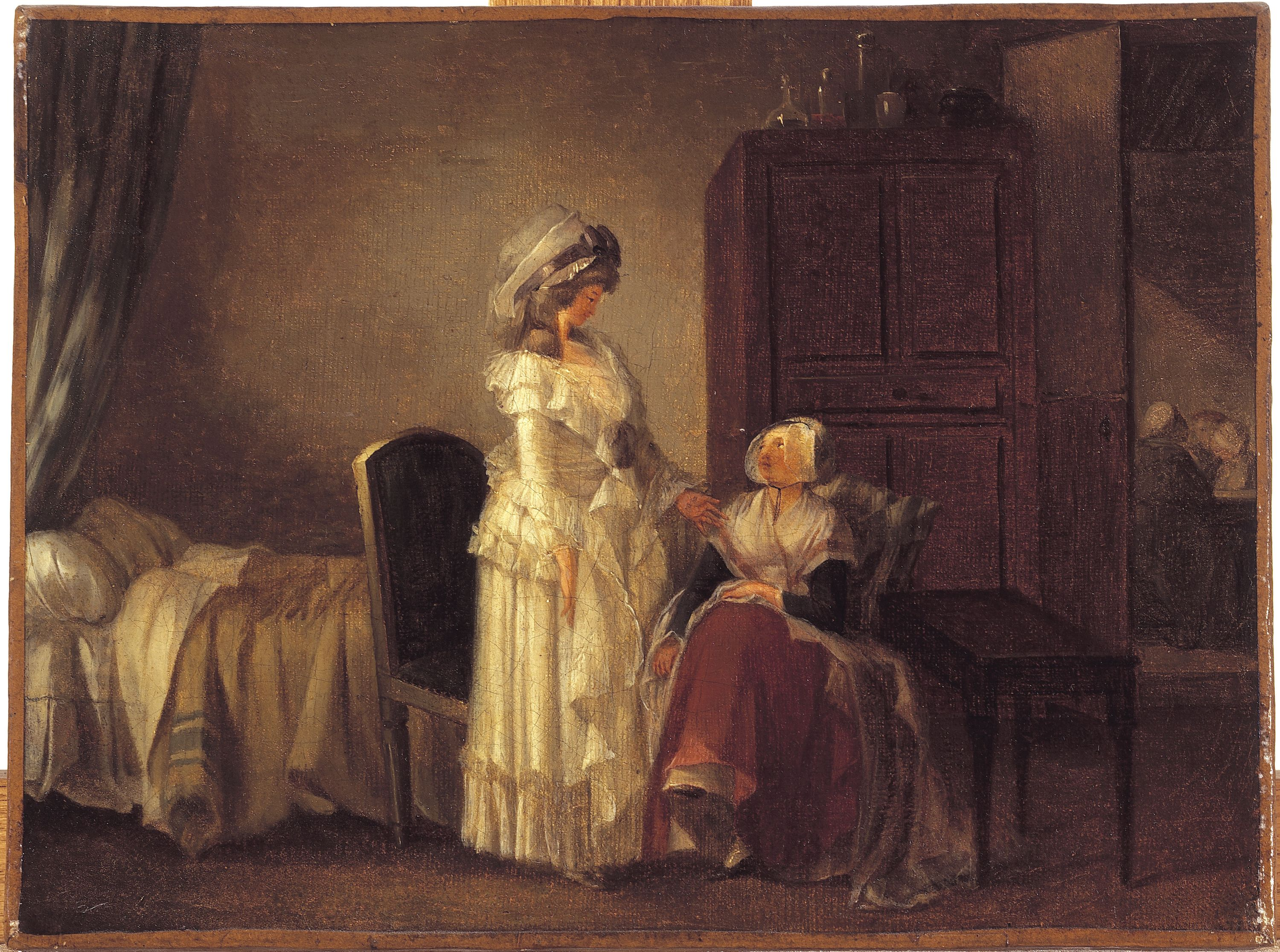
La Visite à la convalescente, Paris, musée Cognacq-Jay.